# ويل دنيس
ويل دنيس (بالإنجليزية: Will Dennis)‏ هو لاعب كرة قدم بريطاني، ولد في 10 يوليو 2000.